# Тескот (Канзас)
Тескот (енгл. Tescott) град је у америчкој савезној држави Канзас.

## Демографија
По попису из 2010. године број становника је 319, што је 20 (-5,9%) становника мање него 2000. године.
| Група             | 2000.       | 2010.       |
| Белци             | 330 (97,3%) | 309 (96,9%) |
| Афроамериканци    | 3 (0,9%)    | 0 (0,0%)    |
| Азијати           | 0 (0,0%)    | 0 (0,0%)    |
| Хиспаноамериканци | 0 (0,0%)    | 5 (1,6%)    |
| Укупно            | 339         | 319         |